# Chennakeshava hram u Beluru
Chennakeshava hram u Beluru (kannada: ಶ್ರೀ ಚೆನ್ನಕೇಶವ ದೇವಸ್ಥಾನ), također poznat kao Keshava, Kesava ili Vijayanarayana hram u Beluru (kannada: ವಿಜಯನಾರಾಯಣ ದೇವಸ್ಥಾನ), je hinduistički hram iz 12. stoljeća u Beluru, u indijskoj državi Karnataka. Hram je dio UNESCO-ove svjetske baštine poznate kao „Svetišta kraljevstva Hoysala”, zajedno s obližnjim hramom Hoysaleswara u Halebiduu i hramom Keshava u Somanathapuri
Dao ga je izgraditi kralj Vishnuvardhana 1117. godine, na obalama rijeke Yagachi u Beluru, ranoj prijestolnici Hoysala Carstva. Hram je građen tijekom tri generacije, a dovršetak je trajao 103 godine. Više je puta oštećen i pljačkan tijekom ratova, te je tijekom svoje povijesti više puta obnavljan i popravljan. Udaljen je 35 km od središta okruga, grada Hassana, i oko 220 km od Bangalorea, glavnog grada Karnatake.
Chennakesava (doslovno „zgodni Kesava”) je oblik hinduističkog boga Višnua. Hram je posvećen Višnuu i aktivni je hinduistički hram od svog osnutka. S poštovanjem je opisan u srednjovjekovnim hinduističkim tekstovima i ostaje važno mjesto hodočašća u višnuizmu. 
Hram je izvanredan po svojoj arhitekturi, skulpturama, reljefima, frizovima, kao i ikonografiji, natpisima i povijesti. Umjetnička djela u hramu prikazuju scene iz života u 12. stoljeću, plesače i glazbenike, kao i slikovno pripovijedanje hinduističkih tekstova poput Ramayane, Mahabharate i Purana kroz brojne frizove. To je vaišnavski hram koji s poštovanjem uključuje mnoge teme iz šivaizma i šaktizma, kao i prizore iz džainizma i budizma. Hram Chennakeshava svjedoči o umjetničkim, kulturnim i teološkim perspektivama u južnoj Indiji 12. stoljeća i vladavini dinastije Hoysala.
Channakeshava u Beluru je živi hram, a zaštitna zona kontekstualizira područje gdje je zajednica još uvijek uključena u hramske rituale i aktivnosti. 
- Raspored hramova i spomenika Chennakeshave
- Istočni gopuram
- Hram Viranarayana, zapadno od hrama Keshava
- Andalski hram
- Hram Kesava je poznat po 40 raskošno klesanih Mohini (ženskog avatara Višnua)

## Vanjske poveznice
|  | Zajednički poslužitelj ima još gradiva o temi Chennakeshava hram u Beluru |

- Plan hrama (engl.)
- Informacije o kompleksu (engl.)  Arhivirana inačica izvorne stranice od 27. ožujka 2016. (Wayback Machine)